# Xaverov (Praha)

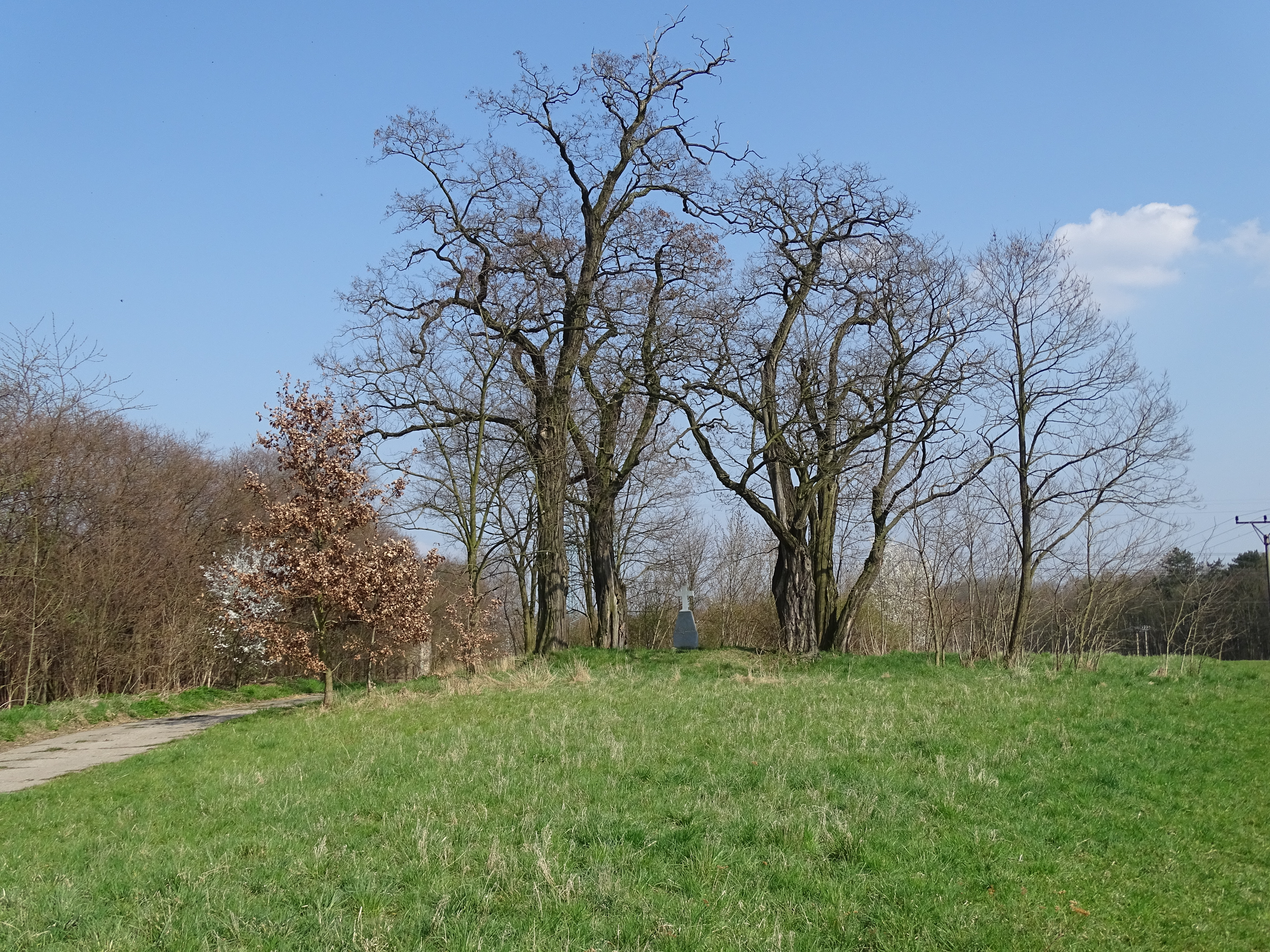
Křížek na vyvýšenině u Xaverova

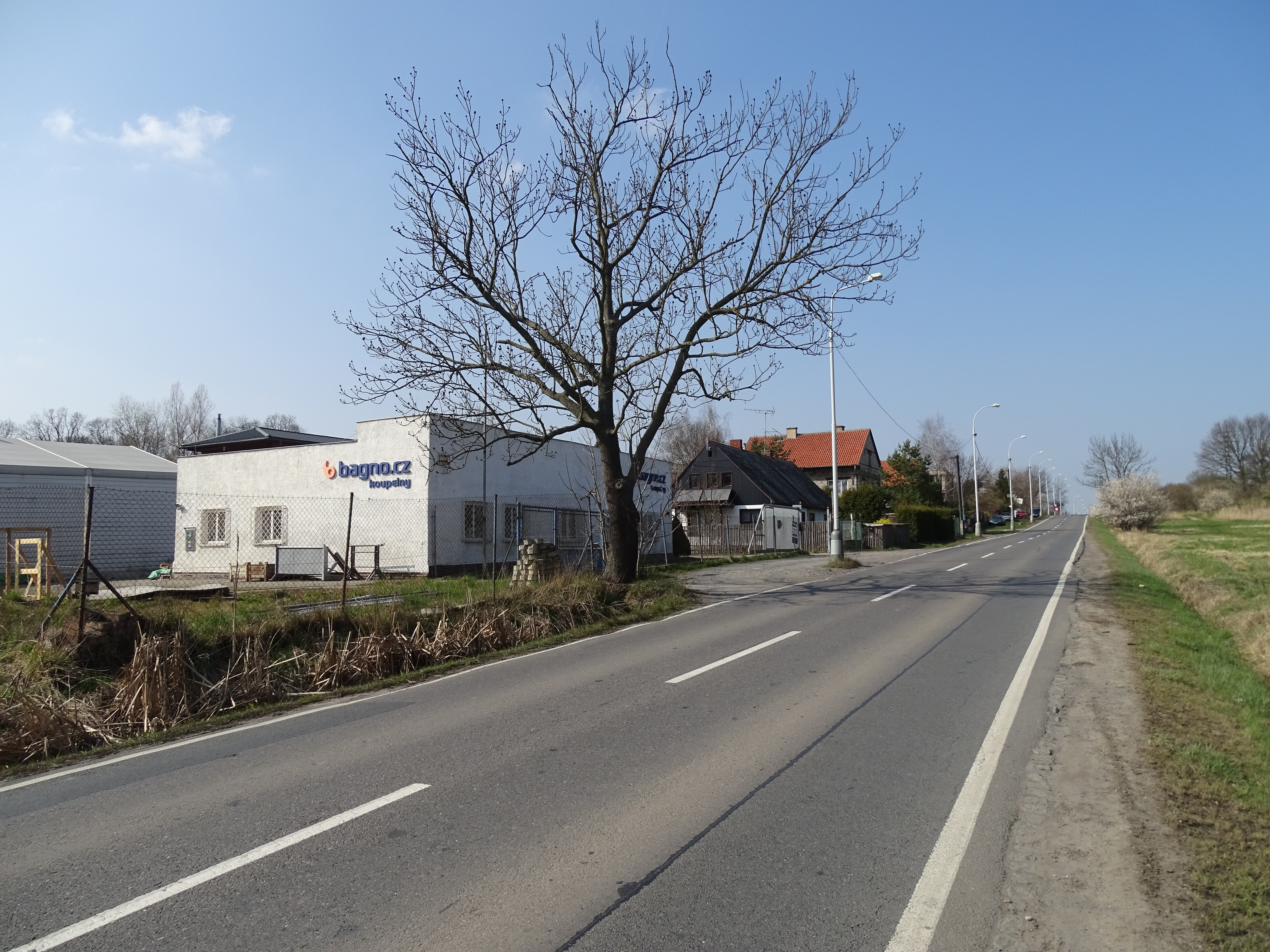
Zástavba podél ulice Ve Žlíbku

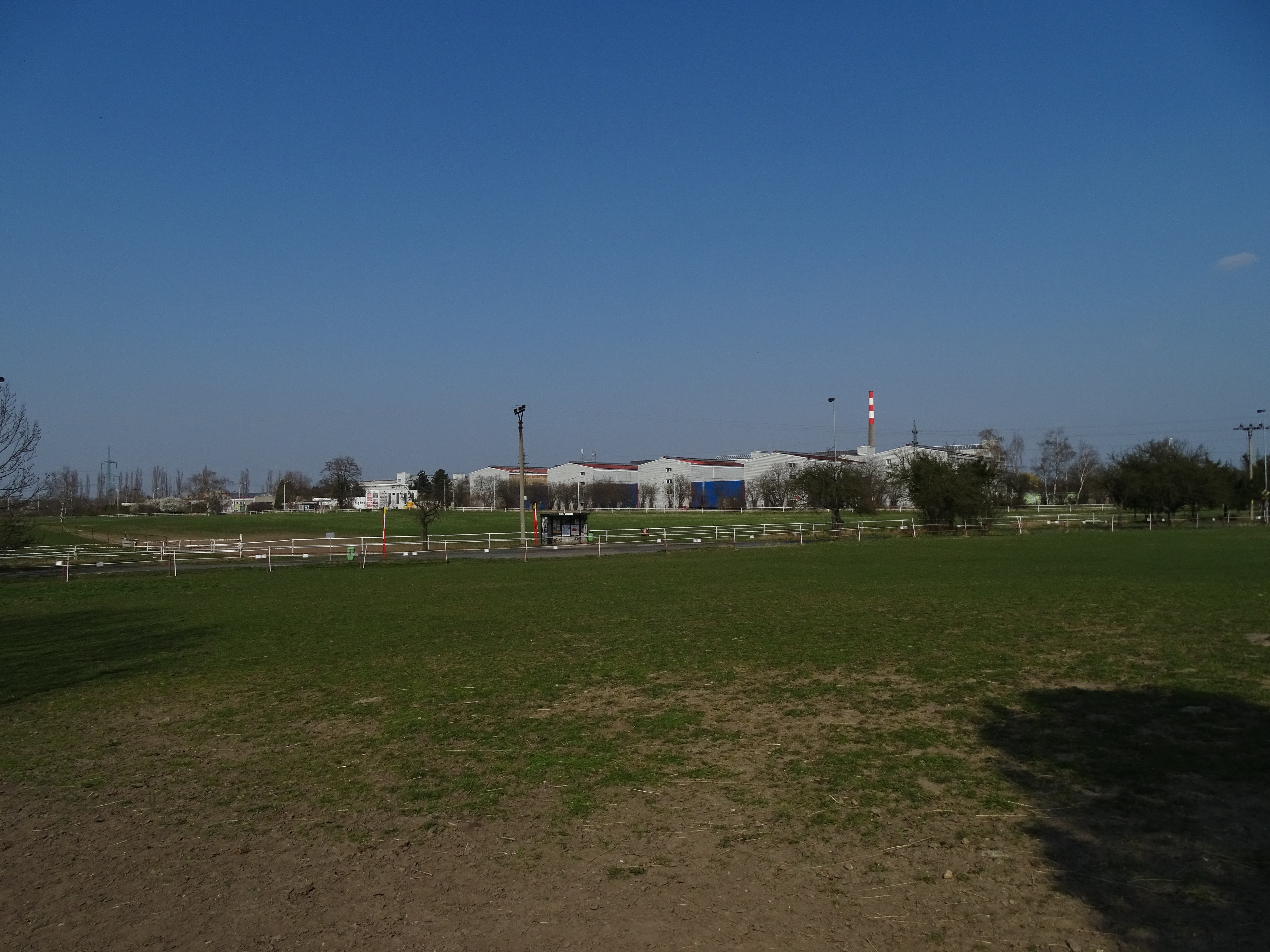
Koňské pastviny a bývalá drůbežárna

Xaverov (německy Xaverhof) je součást katastrálního území Horní Počernice a městské části Praha 20 v obvodě Praha 9. Je osadou (dvorem) poprvé písemně zmíněnou k roku 1779, ve 20. století byl známý velkou drůbežárnou a chovem koní. Xaverovem prochází ulice Ve žlíbku (komunikace silničního typu spojující Běchovice a Horní Počernice), z níž v Xaverově odbočuje ulice Božanovská směrem na Svépravice a Chvaly. Tyto dvě hlavní ulice propojuje ještě místní ulička Václava Špačka.
Xaverov je vymezitelný jako základní sídelní jednotka Xaverov, areál drůbežárny tvoří ZSJ Xaverov-východ, východním směrem navazují neosídlené ZSJ Nad křížky a Nad křížky-jih (hornopočernická část Klánovického lesa). Xaverovský háj jihozápadně od Xaverova nepatří k Horním Počernicím, ale tvoří výběžek Dolních Počernic.

## Historie
Nejstarší dochovaný záznam v roce 1651 zmiňuje dvůr pod názvem Dubice jako dar jezuitské koleji v Březnici. V roce 1713 byl již pod názvem Xaverov (po jezuitském světci Xaveriovi) uveden v majetku konviktu sv. Bartoloměje v Praze. Po zrušení jezuitského řádu byl předán do majetku Studijního fondu. Dvůr tvořil osadu o dvou popisných číslech, ta byla roku 1854 přičleněna k obci Svépravice. V roce 1900 byl Xaverov vískou náležející do okresu karlínského, s farou a školou v Dolních Počernicích a se 6 domy a se 70 obyvateli českými a 7 německými.[zdroj?] V roce 1927 byly zrušeny osady a Xaverov se stal přímo součástí Svépravic.
V roce 1943 došlo ke sloučení obcí Chvaly, Svépravice, Čertousy, Xaverov a Horní Počernice v jedinou obec Horní Počernice.
Při povýšení Horních Počernic na město v roce 1969 se do jejich městského znaku dostal motiv koně jako připomínka xaverovského chovu. Znak zůstal i pozdější městské části Praha-Horní Počernice, přejmenované k 1. lednu 2002 na Prahu 20.

## Chov koní
Xaverovský dvůr byl Studijním fondem pronajímán a později prodán rodině Špačků. Ta měla dědičné privilegium pro Pražský poštovní úřad pojezdný, jehož činnost spočívala v dopravě balíkových zásilek adresátům po celé Praze pro pražskou poštu. Za letitou službu byl rod povýšen do šlechtického stavu s dědičným titulem baron Špaček ze Starburgu. Pro zabezpečení poštovní služby byl ve dvoře založen chov koní – anglických polokrevníků. V roce 1903 karlínský stavitel Werthmüller postavil pro Špačkovy v parku u dvora zámeček s vlastní elektrárnou. Po první světové válce s rozvojem automobilové dopravy využití koní v poštovní přepravě klesalo, chov se přeorientoval na dostihové koně plemene anglický plnokrevník – ve 30. letech byla na Xaverově dostihová stáj s 10 koni závodícími na mezinárodních závodech. V roce 1949 byl dvůr s hřebčínem zabrán a začleněn do státního statku. Chov koní byl specializován též pro potřeby armády až do roku 1962, kdy byly armádní jezdecké pluky zrušeny. Pokračoval i chov závodních koní a pro jejich trénink bylo zřízeno přírodní závodiště. V roce 1957 se kůň Letec z xaverovské stáje stal vítězem hlavního závodu Velké Pardubické. Na začátku 60. let přešel statek s hřebčínem do VHJ Drůbežnictví.[zdroj?] V roce 1990 byl zabraný majetek v rámci restitucí vrácen dědicům majitele.

## Drůbežárna
Pod drůbežárny Xaverov (rozsáhlý areál na východní straně ulice Ve Žlíbku má adresu Ve Žlíbku 1800/77) organizačně spadaly i další drůbežárny. Rozsáhlý areál končil drůbežárský provoz v roce 2007, kdy technologii koupila a odvezla firma Agropol, která o objekt zájem neměla. Od té doby jsou jednotlivé části pronajímány a využívány k různým účelům, převážně jako sklady, ale výrobnu tu má například jeden z největších výrobců přírodních mýdel a kosmetiky v ČR, společnost Almara Soap.

## Další stavby
Šestice menších budov (rodinných domů nebo menších firemních budov) se nachází v jižní části Xaverova po západní straně ulice Ve Žlíbku. Budovy v areálu Špačkova statku a v nejbližším okolí mají dohromady 6 čísel popisných. Severně od rybníka Obora, u zastávky Xaverovský háj, na adrese Božanovská 1616/122, se nachází bývalý areál podniku Velaz, zabývající se chovem laboratorních zvířat a obchodováním se souvisejícím materiálem. U dálnice na adrese Božanovská 1615/115 se nacházejí zbytky hospodářských budov a novostavba autoservisu BMW.
Na území Xaverova se nachází rybník Obora, do nějž ústí výtok z čističky odpadních vod pod Špačkovým statkem. U ulice Ke Xaverovu se na Svépravickém potoce nacházel rybník Paleček, vzhledem k netěsnosti jej však není možné napustit a proto je nejméně od 80. let prázdný, zarostlý vegetací a prakticky zaniklý, voda se zde zdržuje jen při povodních.

## Příroda
Jižně od Xaverova prochází pás přírodního parku Klánovice-Čihadla. V blízkosti Xaverova se v něm nachází přírodní památka Xaverovský háj na katastrálních územích Běchovice a Dolní Počernice a přírodní rezervace Klánovický les.